# Henrik Henriksson Vanberg

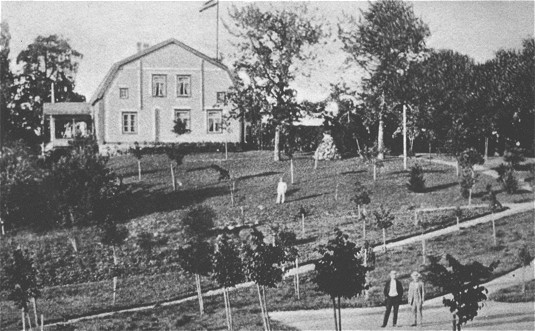
Vaanila rusthåll i början av 1900-talet.

Henrik Henriksson Vanberg, Heikki Heikinpoika Vaanila, född 1630 i Lojo, död där 19 april 1709, var en finländsk bonde och riksdagsman. 
Vanberg föddes på Vaanila rusthåll i Lojo, efter vilket han på äldre dagar tog sitt släktnamn. Han lärde sig i motsats till flertalet bönder vid denna tid att läsa och uppenbarligen även svenska språket, trots att han bodde norr om språkgränsen. Han beskrivs som processlysten, våldsam, supig och övermodig, men utsågs trots det till medlem av bondeståndet som representant för Raseborgs län vid riksdagarna 1664, 1676, 1678, 1680 och 1682. Vid riksdagen 1680 tjänstgjorde han en del av tiden som bondeståndets talman, av allt att döma på grund av den gunst han åtnjöt hos Karl XI, som använde honom som ett redskap i kampen mot adeln. Vid riksdagen 1682 gjorde han sig dock omöjlig i ståndet bland annat genom sin rapportering till kungen och höll på att bli utkastad genom fönstret, men räddades av andra bönder från Finland.